# Kinto Sol
Kinto Sol je mexická hip hopová skupina. Vznikla v roce 1999 v Iramuco. Jejími členy jsou Skribe (Manuel Garcia, MC), El Chivo (Eduardo Garcia, MC), DJ Payback (Javier Garcia, klávesy) a El Gordo (1999 až 2007; MC).

## Diskografie
- 1999: Kinto Sol
- 2000: Del Norte al Sur
- 2003: Hecho En Mexico
- 2005: La Sangre Nunca Muere
- 2007: Los Hijos del Maiz
- 2009: Cárcel De Sueños
- 2010: El Ultimo Suspiro
- 2012: Familia, Fe y Patria
- 2013: La Tumba Del Alma
- 2015: Protegiendo El Penacho
- 2016: Lo Que No Se Olvida
- 2017: Somos Once
- 2018: Lengua Universal